# 杨升 (演员)
杨升（1963年1月1日—2021年7月28日），本名杨一凡，中国影视演員，早年學習戲曲，后到香港、台灣及馬來西亞發展，做過替身和武術指導。曾是成家班第二代成员。2000年代回到中国内地拍戏。主要作品有電影《火烧红莲寺》、電視劇《马永贞系列电视》、《射雕英雄传》、《书剑恩仇录》、《仙剑奇侠传三》、《千古风流一坛醋》、《新九品芝麻官》、《少年包青天III之天芒传奇》、《大内低手》等。

## 电影作品
| 年份   | 名稱           | 角色         | 備註         |
| 1985年 | 《皇家師姐》   | 暴徒         |              |
| 1985年 | 《警察故事》   | 林青霞替身   | [ 1 ] [ 2 ]  |
| 1986年 | 《皇家战士》   | 日本人       | 客串         |
| 1987年 | 《中華戰士》   | 日本代理人   |              |
| 1988年 | 《虎穴奇兵》   |              |              |
| 1988年 | 《天羅地網》   | 暴徒         |              |
| 1989年 | 《忍者撞邪》   |              |              |
| 1989年 | 《孔雀王子》   |              |              |
| 1989年 | 《猛虎發火》   | 武器Tse      | 兼任武術指導 |
| 1989年 | 《喋血雙雄》   | 保鑣         |              |
| 1989年 | 《忠义群英》   | 土匪         |              |
| 1989年 | 《猛鬼舞廳》   | 和尚         |              |
| 1991年 | 《驳脚差佬》   | 顺姐         | 反串         |
| 1994年 | 《火烧红莲寺》 | 洪熙官       | 主要角色     |
| 1995年 | 《霹靂火》     | 馬來西亞警察 |              |
| 1997年 | 《護花驚情》   | 張國         |              |

## 电视作品
| 首播年份 | 頻道                                                           | 名稱                        | 角色             | 備註  |
| 1986年   | 無綫電視（香港）                                               | 《倚天屠龍記》              | 阿三             |       |
| 1986年   | 無綫電視（香港）                                               | 《黄金十年》                |                  |       |
| 1986年   | 無綫電視（香港）                                               | 《黃大仙》                  |                  |       |
| 1994年   | 中視（台灣）                                                   | 《新孽海花傳奇》            | 夏震             |       |
| 1995年   | 中視（台灣）                                                   | 《愛在他鄉》                | 搶匪             |       |
| 1998年   | 台視（台灣）、亞洲電視（香港）                                 | 《马永贞之争霸上海滩》      | 蒋世光           |       |
| 1998年   | 台視（台灣）、亞洲電視（香港）                                 | 《马永贞之英雄血》          | 蒋世光           |       |
| 1999年   | 北京亞環影音製作有限公司（中國）                               | 《財神傳奇》                | 皇帝             |       |
| 2000     | 内蒙古电影制片厂（中國）、山东烟台（中國）                     | 《文成公主》                | 御林军将领宇文宣 |       |
| 2001年   |                                                                | 《断仇谷》                  | 柴得胜           |       |
| 2001年   |                                                                | 《武林外史》                | 冷二             |       |
| 2001年   | 亞洲國際文化（中國）、九洲音像出版公司（台灣）                 | 《臥虎藏龍》                | 德嘯峯           |       |
| 2001年   | 亞洲電視（香港）                                               | 《敗家仔》                  | 花非花           |       |
| 2004年   |                                                                | 《千古風流一罈醋》          | 唐太宗           |       |
| 2005年   |                                                                | 《天涯追缉令》              | 马云龙           |       |
| 2005年   | 浙江華新影視有限責任公司（中國）、北京國立常升有限責任（中國） | 《新九品芝麻官》            | 骆山             |       |
| 2005年   | 中視                                                           | 《黄飞鸿与十三姨》          | 李大人           |       |
| 2005年   | 中央電視台                                                     | 《金茂祥》                  | 陆乾坤           |       |
| 2006     | 廣州東方明珠文化傳播有限公司（中國）                           | 《雪在燒》                  | 汪惠             | [ 2 ] |
| 2006     | 廣州東方明珠文化傳播有限公司（中國）                           | 《少年包青天III之天芒传奇》 | 一孽大师         |       |
| 2006     | 橫店集團影視娛樂有限公司（中國）                               | 《风流戏王》                | 尔贵（尔都统）   |       |
| 2007年   | 亞洲電視（香港）                                               | 《笨小孩》                  | 高永堂           |       |
| 2007年   | 無綫電視（香港）                                               | 《大旗英雄传》              | 海大少           |       |
| 2008年   | 廈門電視台（中國）                                             | 《射雕英雄传》              | 陆乘风           |       |
| 2008年   | 江蘇衞視（中國）                                               | 《李小环与苗翠花》          | 陆东堂           |       |
| 2009年   | 亞洲電視（香港）                                               | 《书剑恩仇录》              | 白振             |       |
| 2009年   | 台州廣播電視總台（中國）                                       | 《仙剑奇侠传三》            | 丁时彦           | [ 2 ] |
| 2009年   | 北京電視台（中國）、江蘇電視台（中國）、河南電視台（中國）     | 《砚道》                    | 包拯             |       |
| 2010年   | 海南電視台（中國）                                             | 《大内低手》                | 和琳             |       |
| 2011年   | 湖南衛視劇場（中國）                                           | 《我的青春在延安》          | 王彪             |       |
| 2011年   | 江蘇電視台                                                     | 《南國有佳人》              | 呂洛             |       |
| 2013     | 盟將威影視、光線傳媒、華大影業（中國）                         | 《精忠岳飛》                | 張俊             |       |
| 2014     | 上海電視台新聞綜合頻道（中國）                                 | 《刀影》                    | 火麒麟           | [ 2 ] |
| 2016     | 江蘇衞視（中國）                                               | 《九州天空城》              | 風啓             |       |